# Wojciech Florczak
Wojciech Florczak (ur. 4 września 1960) – polski kajakarz, mistrz i reprezentant Polski.

## Życiorys
Reprezentował Polskę na mistrzostwa świata w 1982 (6 miejsce w konkurencji K-2 10000 m - z Krzysztofem Szczepańskim), 1985 (6. miejsce w konkurencji K-4 1000 m - z Januszem Wegnerem, Grzegorzem Krawcowem i Kazimierzem Krzyżańskim), 1986 (10. miejsce w konkurencji K-2 10000 m - z Krzysztofem Szczepańskim), 1987 (11. miejsce w konkurencji K-2 10000 m - z Krzysztofem Pannelierem), a także mistrzostwach świata w maratonie w konkurencji K-1 (1994 - 22. miejsce, 1996 - 17. miejsce) i mistrzostwach Europy w maratonie w tej samej konkurencji (1995 - 16. miejsce, 1997 - 6. miejsce, 1999 - 13. miejsce, 2003 - 19. miejsce). Znalazł się w składzie reprezentacji Polski na Igrzyska Olimpijskie w Los Angeles w 1984, jednak nie wystąpił tam z powodu bojkotu zawodów przez władze polskie. Wystartował na zawodach Przyjaźń-84, zajmując z Krzysztofem Szczepańskim 5. miejsce w konkurencji K-2 1000 m.
Był mistrzem Polski seniorów w konkurencji K-2 500 (1988 - z Krzysztofem Pannelierem), K-2 1000 (1982 - z Krzysztofem Pannelierem, 1984 - z Krzysztofem Szczepańskim, 1985, 1986, 1987 - we wszystkich startach z Krzysztofem Pannelierem), K-2 10000 m (1985, 1986, 1987, 1988 - we wszystkich startach z Krzysztofem Pannelierem).
Był także mistrzem świata weteranów w maratonie w konkurencji K-2 i mistrzem Europy weteranów w maratonie w konkurencji K-1 i K-2.
Kajakarstwo uprawiał także jego syn, Paweł Florczak.